# Type O Negative

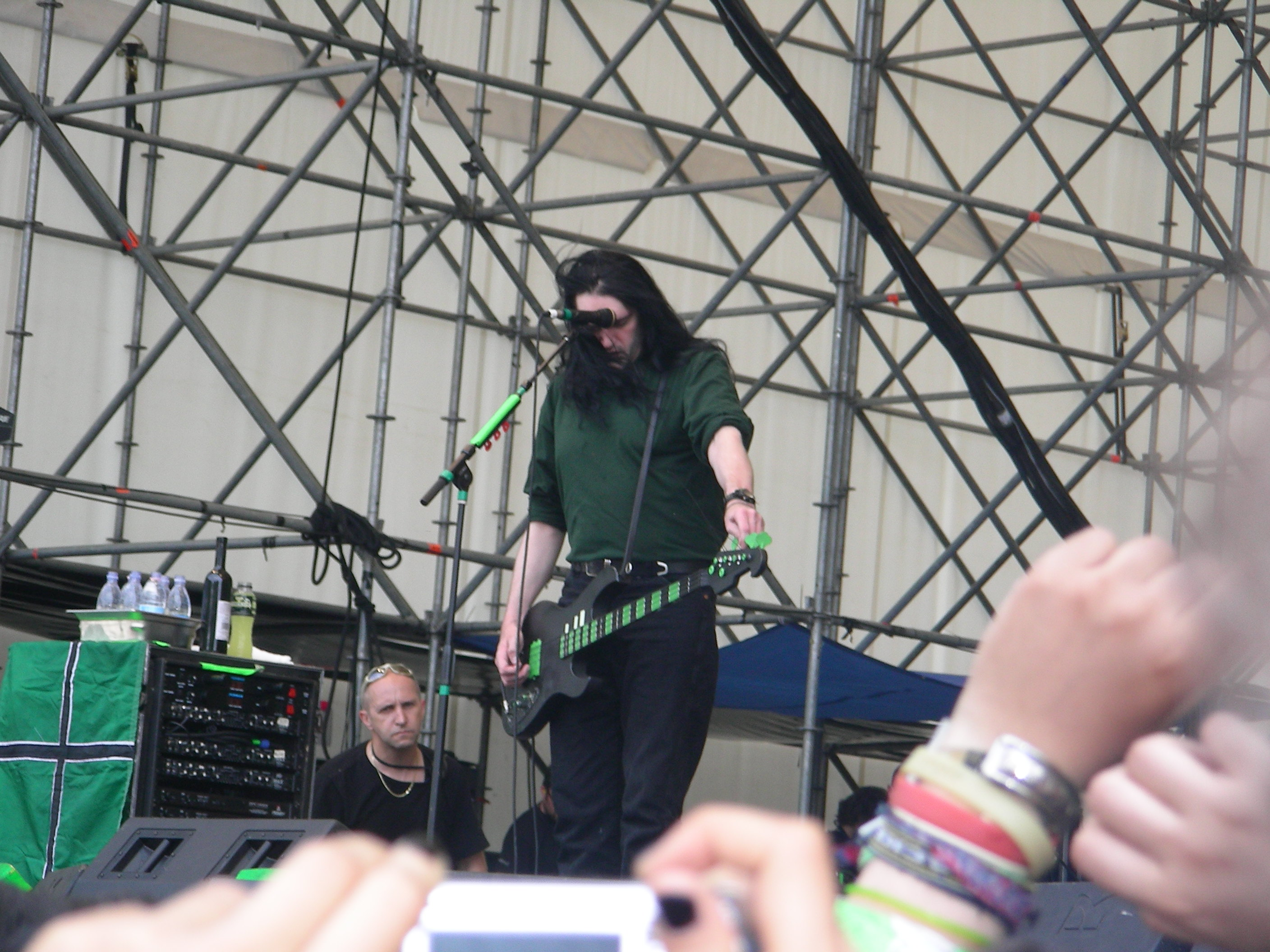
Type O Negative 2007

Type O Negative est un groupe américain de metal gothique et doom metal, originaire de Brooklyn, New York. Formé en 1990, le groupe est né des cendres du groupe Carnivore.
Le groupe est connu pour être l'un des premiers succès dans le style metal gothique. Sa musique très variée se trouve en réalité à l'intersection de plusieurs genres tels que le doom, le metal gothique, le thrash metal et le punk hardcore. Les références et influences du groupe sont les Beatles, Black Sabbath, Led Zeppelin, Deep Purple, les Doors ou encore les Pink Floyd. Le groupe est avant tout connu pour sa musique lente, lourde et sombre. Il s'est aussi souvent distingué par son humour grinçant, morbide et son auto-dérision. Le groupe acquiert une certaine popularité au cours des années 1990 — en particulier auprès du public féminin — grâce à des chansons telles que Love You to Death, Black No. 1 et Christian Woman. Leur dernier album en date Dead Again est sorti en mars 2007.

## Historique

### Débuts (1988–1992)
Formé en 1988 par Peter Steele, ex-membre du groupe Carnivore, le groupe se lance dans la musique en tant que quartette sous le nom de Repulsion puis de Sub Zero Le groupe évolue ensuite sous le nom de Type O Negative, dont Steele trouve le nom dans une annonce de don de sang de type O négatif en parcourant l'annuaire téléphonique : « À cette époque l'un des jeux préférés de Steele est de feuilleter l'annuaire local. Arrivé à la page 136, celui-ci remarque la publicité d'une banque qui est prête à débourser une fortune pour un certain groupe sanguin : Le O négatif…. » Le groupe se compose initialement de Steele à la basse et au chant, de Kenny Hickey à la guitare, de Josh Silver au clavier, et de Sal Abruscato à la batterie. Ils composent et font paraître leur premier album, Slow Deep and Hard, en 1991, enregistré sous le nom de travail (No More Negative).
La tournée qui suit la sortie de ce premier album est perturbée par des scandales et des attaques en rapport avec des accusations de misogynie et de sympathies nazies. De ce fait, plusieurs concerts sont annulés ou écourtés, en particulier aux Pays-Bas, où seule une date (celle à Katwijk aan Zee) sur les cinq initialement prévues sera maintenue. Leur deuxième album The Origin of the Feces (Not live at Brighton Beach) est présenté comme un live dans lequel le groupe est hué, sifflé et insulté par le public. Il s'agit en réalité d'un faux live, et ces enregistrements de foule ne sont qu'une mise en scène propre à l'humour empreint d'autodérision du groupe. La couverture initiale de l'album The Origin of the Feces montre une vue rapprochée de l'anus du leader du groupe, Peter Steele, avec ses mains écartant ses fesses. Cette pochette ayant fait scandale, une nouvelle couverture est conçue par la suite, présentant une danse macabre.

### Succès et pic de carrière (1993–2000)

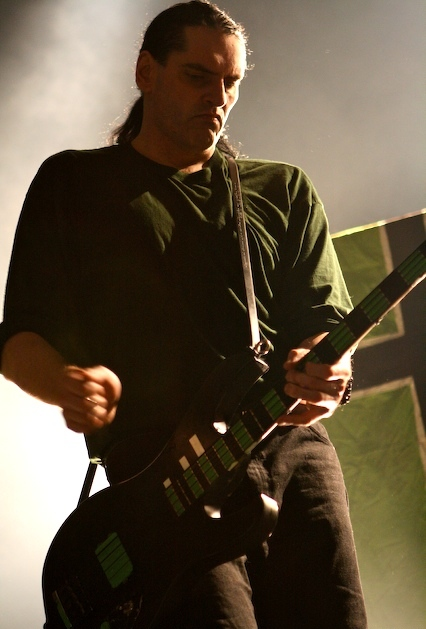
Peter Steele, leader du groupe.

En 1993, la sortie de leur troisième album, Bloody Kisses, leur vaut un succès commercial international, et est le premier album du label Roadrunner à être certifié disque d'or. L'album s'avère être l'un des précurseurs de la vague du metal gothique qui va suivre dans la seconde moitié des années 1990. Malgré le succès commercial, des tensions entre les deux cofondateurs Steele et Abruscato, forcèrent ce dernier à quitter le groupe. C'est Johnny Kelly qui vient remplacer Abruscato dès 1993, pendant la tournée qui suit. Les clips de Black No. 1 et Christian Woman passent en boucle sur la chaîne télévisée américaine MTV. Une version alternative de la chanson Blood and Fire est reprise pour la bande originale du film Mortal Kombat (1995), et le titre Summer Breeze, reprise de Seals and Crofts, figure dans le générique du film Souviens-toi... l'été dernier. Le leader du groupe Peter Steele acquiert une grande popularité auprès à la fois de la gent féminine et du public gay après avoir posé nu pour le magazine Playgirl en janvier 1996. Peu après, le groupe sort un nouvel album intitulé October Rust, qui se caractérise par un côté plus romantique et plus accessible. Il s'assure une place confortable dans les classements musicaux britannique et américains, et entérine le succès du groupe.
Le sens de l'humour du groupe déroute un certain nombre de fans, qui retournent à leur vendeur l'exemplaire de l'album qu'ils avaient acheté croyant à un défaut de fabrication. En fait, le groupe avait délibérément commencé l'album avec la première piste entièrement vide. Deux clips promotionnels sont diffusés de façon régulière sur MTV, mais censurés à cause du caractère sexuel des chansons. La chanson Haunted est choisie pour la bande originale du film Le Projet Blair Witch. Elle était censée faire partie des musiques d'une cassette trouvée dans le film parmi l'équipement des personnes disparues, mais elle ne fut pas utilisée pour le film, à cause d'un problème chronologique : la chanson, sortie en 1996, était postérieure aux événements du film qui sont censés s'être déroulés en 1994. Le jeu vidéo Descent 2 contient également cette chanson, tandis que le jeu vidéo Blood de Monolith Productions, reprend la chanson Love You to Death.
En 1999, le cinquième album World Coming Down marque un tournant par son caractère beaucoup plus sombre et glauque. Même si le contenu des textes du groupe est toujours marqué par des thèmes sombres, cet album marque tout particulièrement une plongée dans des thèmes extrêmement noirs et morbides. Écrit durant une mauvaise période dans la vie de Peter Steele, le ton de l'album s'avère donc beaucoup plus sombre, dépressif et oppressant. Il traite notamment de son addiction à la cocaïne, de sa dépression, de ses problèmes relationnels et aussi de la douleur de voir disparaître les gens auxquels il tient.
C'est aussi à cette époque que Steele affiche ses influences venant des Beatles. Ils reprennent, d'ailleurs trois de leur chansons dans un medley sur l'album World Coming Down. En référence aux Beatles, le groupe aime se présenter comme The Drab Four (les quatre « ternes ») en référence au surnom Fab Four des Beatles. Sur le verso d'un t-shirt, ils font référence à eux-mêmes via le terme the Rehab Four (les quatre « désintoxiqués »).

### Dernières activités (2001–2010)

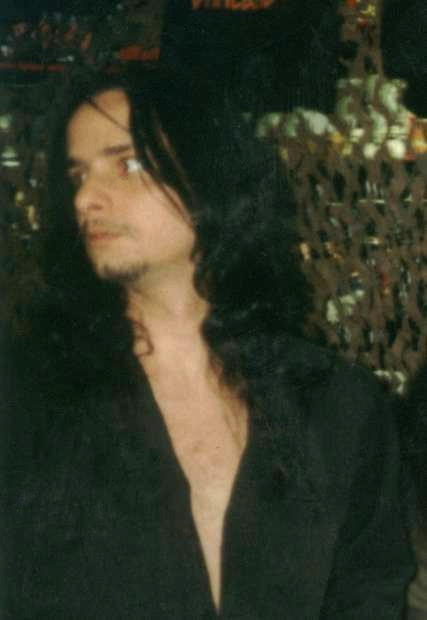
Kenny Hickey, guitariste et second vocaliste du groupe.

Le sixième album de Type O Negative, Life Is Killing Me (qui devait à l'origine s'intituler The Dream Is Dead d'après le nom de la dernière chanson) sort en 2003. Cet album présente une plus grande variété de styles par rapport au précédent. L'album comprend des chansons plus rapides comme I Don't Wanna Be Me, I Like Goils, Angry Inch, Life Is Killing Me, mais aussi des chansons plus lentes et lourdes dans la tradition du groupe, comme Anesthesia. Des chansons comme Todd's Ship Gods, (We Were) Electrocute, et I Don't Wanna Be Me comportent des éléments mélodiques caractéristiques du groupe. Les chansons sont cependant plus courtes qu'à l'accoutumée, la chanson la plus longue, How Could She?, durant 7 minutes 30. La chanson Angry Inch est une reprise humoristique d'un des morceaux de la comédie musicale Hedwig and the Angry Inch évoquant l'histoire d'une opération de changement de sexe qui s'est mal passée, chanson qui marque le retour vers l'humour caractéristique du groupe absent dans le précédent album.
Après cet album, Steele passe un court moment en prison pour violence et doit entamer une cure de désintoxication. Après la sortie de leur seconde compilation, The Best of Type O Negative, en 2006 (qui, selon le groupe, est sortie sans leur consentement), le groupe décide de quitter leur label Roadrunner Records pour se tourner vers une meilleure offre de la part du label SPV Records. C'est sous ce label, que leur septième et dernier album est sort en mars 2007 : Dead Again. Deux vidéos promotionnelles sont tournées pour l'occasion : The Profits of Doom (en avril) et September Sun en novembre. Les deux vidéos sont largement diffusées sur la chaîne télévisée américaine MTV les semaines qui suivent leurs sorties. Dead Again entre à la 27e place des classements américains ; c'est la position la plus haute que le groupe ait jamais connue. Ils se lancent dans une tournée tout au long du mois d'octobre de cette année, en jouant notamment au festival Rock am Ring à Nürburg, en Allemagne.
Le chanteur et bassiste du groupe Peter Steele décède le 14 avril 2010. Son décès est publiquement annoncé par les autres membres du groupe le 15 avril, via leur site officiel.

## Style musical
Le style de Type O Negative est marqué par deux grandes tendances stylistiques : d'un côté la facette « musclée », rapide et hargneuse du punk hardcore/thrash hérité de Carnivore, l'ancien groupe de Steele, et de l'autre, la facette plus dépressive, sombre, morbide et parfois romantique du doom gothique. Cette seconde facette, qui s'est affirmée de façon significative à partir de leur album Bloody Kisses (1993) est généralement la plus mise en avant dans leurs albums depuis. On a parfois parlé de son « pachydermique » à propos de ce style du fait de la lenteur et du registre grave et lourd de leurs rythmiques. Les membres du groupe accordent, en effet, leurs guitares et basses une quarte en dessous de l'accord standard, sur la note si au lieu de mi pour la corde la plus grave ; ce qui donne respectivement Si Mi La Ré Fa# Si pour les guitares et Si Mi La Ré pour la basse - les mêmes accords que ceux utilisés respectivement pour les guitares 7 cordes et les basses 5 cordes.

## Controverses

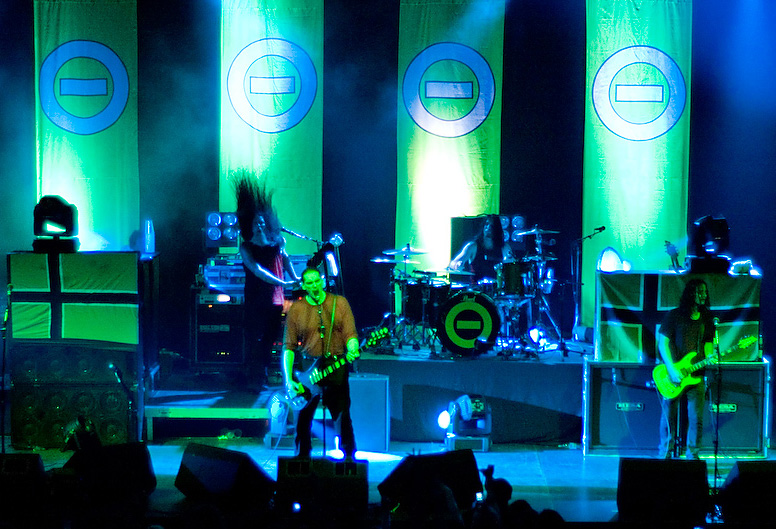
Type O Negative, sur scène à Berlin, en Allemagne, le 15 juin 2007.

Le groupe est accusé de sympathies fascistes au début des années 1990. Ils sont attaqués à cet égard en Allemagne et aux Pays-Bas par plusieurs mouvements de gauche, convaincus que le groupe était sympathisant du nazisme. C'est une des raisons pour lesquelles leur première tournée européenne, en 1991, fut raccourcie. Les origines de ces accusations semblent remonter à une plaisanterie que Steele aurait faite dans une interview allemande qui aurait été mal comprise. Lors de celle-ci, Steele fut interrogé sur le succès qu'il escomptait rencontrer, il a cherché à plaisanter en faisant référence à une de ses idoles John Lennon, qui lors d’une interview qui fit polémique, disait que les Beatles étaient plus célèbres que Jesus Christ lui-même. Steele cherche à répondre de façon similaire, en faisant un clin d'œil à cette interview, clamant souhaiter que son groupe devienne plus célèbre qu'Adolf Hitler lui-même. Or, selon Steele, le second degré de sa plaisanterie aurait été mal compris en raison de la barrière de la langue, ce qui déclencha de vives réactions. Ajouté à cela, il semble aussi qu’une des chansons du groupe, Der Untermensch, de par son titre, ait été prise pour une chanson nazie, alors que le texte, bien qu'à droite dans son positionnement politique, ne fait aucunement référence à ce thème, mais à la fraude aux prestations sociales. Par ailleurs, comme de nombreux commentateurs le soulignent, le claviériste du groupe, Josh Silver, est d'origine juive, et le leader du groupe Peter Steele est d’origine slave, ce qui les prédispose d'autant moins à nourrir de quelconques sympathies pour ce type d'idéologie. Par ailleurs, le groupe nie fermement toute assimilation à ce type d’idéologie,. Le groupe tourne également en dérision ces accusations à travers deux chansons : Kill All the White People et We Hate Everyone.
La chanson We Hate Everyone répond sur un ton grinçant à ceux qui accusent les membres du groupe d'être nazis, communistes, racistes, et misogynes. Le texte vise à ridiculiser et discréditer ces accusations en les mettant dos à dos, en soulignant leur absurdité de par leur caractère contradictoire, et insistant sur le fait que « les choses ne sont pas toujours ce qu'elles semblent être. » Sur un ton ironique, la chanson Kill All the White People, quant à elle, préconise « de tuer tous les blancs. » De façon sous-jacente, cette chanson cherche à prendre à contrepied les accusations de nazisme, en reprenant certaines rhétoriques radicales de la suprématie noire. En réaction à la chasse au bouc émissaire dont ils s'estiment avoir été la cible en 1991, le groupe édite également un tee-shirt proclamant : « Type O tient à endosser la responsabilité de presque tous les désastres majeurs des deux derniers millénaires : de la crucifixion du Christ, au trou dans la couche d’ozone en passant par la guerre du Golfe et le SIDA. »

## Influences
Steele cite Black Sabbath et les Beatles comme les principales influences de Type O Negative. Leurs autres influences incluent le groupe de rock psychédélique Pink Floyd, des groupes de hard rock et metal comme Deep Purple, Led Zeppelin, Judas Priest et AC/DC, et des groupes de rock gothique/post-punk comme Cocteau Twins et Dead Can Dance.

## Reprises
Les reprises enregistrées en studio comprennent : une interprétation considérablement retravaillée des titres Paranoid de Black Sabbath, le facétieux Angry Inch de Hedwig and the Angry Inch, Pictures of Matchstick Men des Status Quo avec Ozzy Osbourne, deux versions de Black Sabbath (une comportant les paroles originales et une réécrite par Peter Steele, se plaçant du point de vue de Satan), Hey Joe de Jimi Hendrix (transformé en Hey Pete), Highway Star de Deep Purple, Day Tripper des Beatles, Cinnamon Girl de Neil Young, Summer Breeze de Seals and Crofts (une version non autorisée de cette dernière, avec des paroles alternatives de Peter Steele, est appelée Summer Girl ; elle comporte une dernière section originale de Set Me on Fire). Le groupe reprend également la chanson Light My Fire des Doors (que Steele décrit comme étant « probablement la meilleure chanson jamais écrite » avant de s'excuser pour l'avoir « détruite », confirmant l'humour auto-dévalorisant de Type O Negative), et une reprise en concert de N.I.B. de Black Sabbath.

## Membres
- Peter Steele – chant, basse (1989–2010)
- Kenny Hickey – guitare rythmique, voix (1989–2010)
- Josh Silver – claviers, effets sonores, programmation, voix (1989–2010)
- Johnny Kelly – batterie, percussions, voix (1994–2010)
- Sal Abruscato – batterie (1989–1994)

## Discographie
- 1991 : Slow Deep and Hard
- 1992 : The Origin of the Feces
- 1993 : Bloody Kisses
- 1996 : October Rust
- 1999 : World Coming Down
- 2003 : Life Is Killing Me
- 2006 : Symphony for the Devil
- 2006 : The Best of Type O Negative
- 2007 : Dead Again

## Vidéographie
- 1998 : After Dark (documentaire)